# Otočić Drvenik
Otočić Drvenik är en ö i Kroatien.   Den ligger i länet Šibenik-Knins län, i den södra delen av landet, 240 km söder om huvudstaden Zagreb. Arean är 0,36 kvadratkilometer.
Terrängen på Otočić Drvenik är platt. Öns högsta punkt är 49 meter över havet. Den sträcker sig 1,0 kilometer i nord-sydlig riktning, och 0,5 kilometer i öst-västlig riktning.